# Tommasino da Baiso
Tommasino da Baiso, oppure Baisio o Abaisi (circa 1360 – 1423), è stato un intagliatore, scultore e intarsiatore italiano.

## Biografia
Tommasino da Baiso era figlio di Giovanni da Baiso, capostipite della famosa famiglia di intagliatori in legno originaria, di scultori, di intarsiatori, originaria di Baiso in provincia di Reggio nell'Emilia.
Il primo documento che lo riguarda risale al 1390, attestante la sua residenza a Modena e in cui Tommasino da Baiso si impegnò a realizzare per la sagrestia del monastero di San Bartolo a Ferrara, entro un anno, due armadi in noce intagliato con panconi e cassetti.
Tra il 1405 e 1406 eseguì il coro della chiesa dei Servi a Ferrara, poi distrutto nel 1598.
Nel 1408 lavorò con Jacopo della Quercia, alla Madonna del pane e della melagrana per l'altare nella cattedrale di Ferrara (conservata nel Museo della cattedrale), opera in cui oltre al tipico classicismo di Jacopo della Quercia si nota la presenza di elementi gotici dovuti a Tommasino.
In quegli anni Tommasino da Baiso soggiornò e operò a Bologna, realizzando due scranni intarsiati per la cattedrale di San Pietro, e una croce, nel 1417, che prevedeva alle quattro estremità la Madonna, Giovanni, l'Eterno, o un pellicano, e un teschio. A questo lavoro collaborò anche il figlio Arduino.
Tommasino da Baiso iniziò anche il coro della chiesa di San Francesco a Ferrara, ultimato dai figli Arduino e Alberto.
Morì nel 1423.

## Opere
- Due armadi in noce intagliato con panconi e cassetti per la sagrestia del monastero di San Bartolo a Ferrara, 1390;
- Coro della chiesa dei Servi a Ferrara, 1405-1406;
- Madonna del pane e della melagrana per l'altare nella cattedrale di San Giorgio a Ferrara, 1408;
- Due scanni intarsiati per la cattedrale di San Pietro a Bologna, 1417;
- Una Croce per la cattedrale di San Pietro a Bologna, 1417.